# Lagenocarpus eriopodus
Lagenocarpus eriopodus là loài thực vật có hoa trong họ Cói. Loài này được T.Koyama & Maguire mô tả khoa học đầu tiên năm 1965.